# Pictures of Matchstick Men
Pictures of Matchstick Men — дебютный сингл британской рок-группы Status Quo, выпущенный в ноябре 1967 года.
Сингл достиг 7-го места в британских чартах, 8-го места в Канаде и 12-го места в американском чарте Billboard Hot 100. В одном из интервью Фрэнсис Росси сказал, что первоначально песня должна была стать би-сайдом к синглу «Gentleman Joe’s Sidewalk Cafe», но в итоге было решено поменять а-сайд и би-сайд местами.

## Версии
У сингла имеются две версии: моно и стерео со значительными различиями. Моно-версия включает в себя применение гитарного эффекта wah-wah, который используется в перерывах между вокальными партиями, в то время как стерео-версия этот эффект опускает.

## Композиция
Песня начинается с одиночной гитары, постоянно наигрывающей четырёхнотный рифф до вступления бас-гитары, ритм-гитары, ударных и вокала. «Pictures of Matchstick Men» является одной из немногих песен конца шестидесятых годов, в которой использован аудио-эффект «фэйзер». Также песня является ярким примером бабблгам-психоделики. Следующий сингл Status Quo, «Black Veils of Melancholy», был схож с «Pictures of Matchstick Men», но оказался провальным. Это обстоятельство в дальнейшем заставило группу сменить музыкальное направление.

## История создания
Фрэнсис Росси сказал о песне следующее:
Я писал её в сортире. Я оказался там не из-за обычных причин…, а чтобы избавиться от жены и тёщи. Я часто приходил в эту узкую завораживающую уборную и сидел там по нескольку часов, пока они наконец не уходили. Три четверти песни я закончил в туалете. Остальное я дописывал в гостиной.
Песня была написана под влиянием работ художника Лоуренса Стивена Лаури.

## История релиза
- 1968: Pictures of Matchstick Men / Gentleman Joe’s Sidewalk Cafe [Promo] 45 rpm Vinyl 7" Pye / 7N 17449
- 1969: Retrato de hombre con bastón / El café del caballero Joe 33 rpm, Mono Vinyl 7" Music Hall / MH 31.101 Argentina
- 1973: Pictures of Matchstick Man / Ice in the Sun 45 rpm Vinyl 7" Pye / 12 746 AT

## В популярной культуре
- В 2007 году песня прозвучала в телесериале Меня зовут Эрл, в эпизоде Жертва пожара 11 серии 3 сезона.
- В 2011 году песня прозвучала в рекламном ролике американской компании Target stores.
- В 2012 году песня также прозвучала в фильме Люди в чёрном 3.

## Участники записи
- Фрэнсис Росси — вокал, соло-гитара
- Рик Парфитт — ритм-гитара, вокал
- Алан Ланкастер — бас-гитара, вокал
- Джон Коглан — ударные
- Рой Лайнс — орга́н